# Барцруни
Барцруни (арм. Բարձրունի լիճ) — горное озеро в Армении, расположено в Вайоцдзорской области, близ границы с Азербайджаном (Нахичеванская Автономная Республика), на западном склоне Айоцдзорского хребта, на высоте 2470 метров над уровнем моря. Близлежащий населённый пункт — село Барцруни; не сильно удалены сёла Серс и Мартирос.
Озеро имеет исключительно дождевое питание, зимой оно покрывается льдом. Наибольшая длина 200 метров, ширина 120 метров. Длина береговой линии составляет 0,5 км.

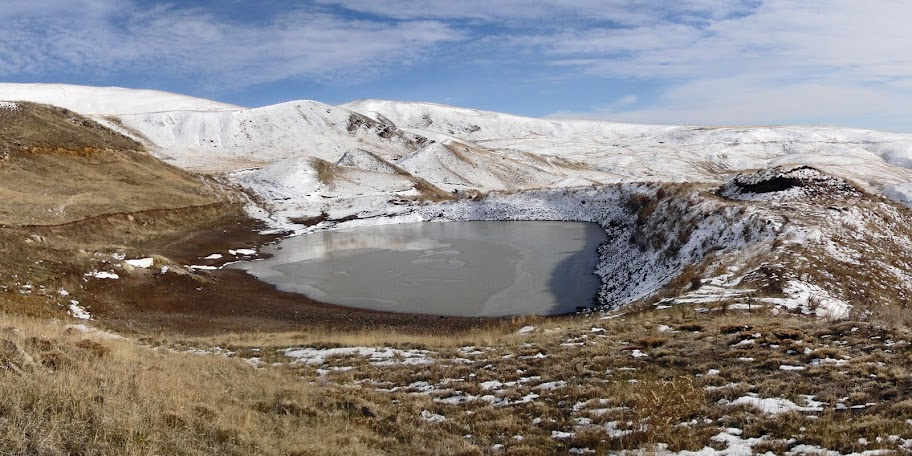
Озеро Барцруни